# Warta Bolesławiecka
Warta Bolesławiecka (in tedesco Alt Warthau) è un comune rurale polacco del distretto di Bolesławiec, nel voivodato della Bassa Slesia.
Ricopre una superficie di 110,9 km² e nel 2004 contava 7 645 abitanti.